# Metaprosekia utiariti
Metaprosekia utiariti — вид мокриць родини Philosciidae. Описаний у 2023 році.

## Назва
Видова назва вшановує індіанське плем'я утіаріті. Також назва відноситься до однойменного карстового утворення, де виявлений вид.

## Поширення
Ендемік Бразилії. Троглобіонт. Виявлений у печерах Каверна-Нова та Каверна-Понте-де-Педра у карстовому утворенні Утіаріті у муніципалітеті Діамантіно у штаті Мату-Гросу.